# Herbert Ebel

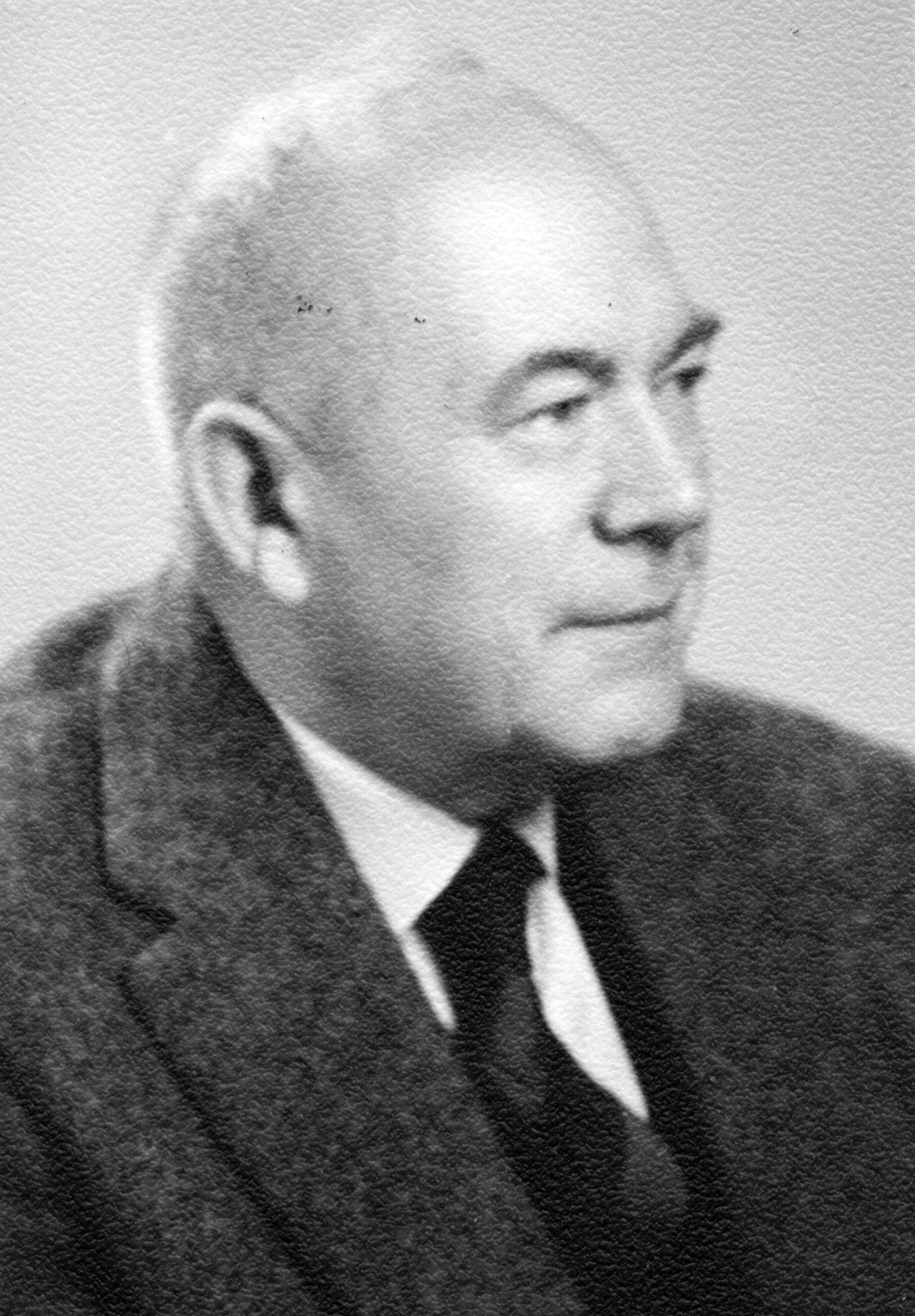
Herbert Ebel

Herbert Ebel (* 10. November 1885 in Thorn; † 6. November 1963 in Bonn) war ein deutscher Verwaltungsjurist und Bergrechter.

## Leben
Nach dem Abitur am  Löbenichtschen Realgymnasium studierte Ebel Rechts- und Staatswissenschaft an der Albertus-Universität Königsberg und der Schlesischen Friedrich-Wilhelms-Universität. Als fünfter seiner Familie war er seit dem Wintersemester 1906/07 Mitglied des Corps Masovia. Drei Brüder seiner Mutter und ein Vetter waren Angehörige des Corps Littuania. Beide Söhne wurden Corpsstudenten: Günter Ebel fiel 1945 als Sanitätsoffizier der Wehrmacht. in Arco / Trentino/Italien.  Der Radiologe Herbert Ebel d. J. war Corpsschleifenträger von Rhenania Bonn (1944), Masovia (1959) und Palaiomarchia (1960). Sohn Herbert verstarb 2015 mit über 90 Jahren. Tochter Helga war einige Jahre zuvor gestorben, Tochter Ingemarie, Schauspielerin und Gründgens-Schülerin, verstarb 92-jährig Anfang Juni 2018. 
Herbert Ebel wurde 1911 in Breslau zum Dr. iur. promoviert. Nachdem er die Assessorprüfung bestanden hatte, war er kurze Zeit am Gericht in Hirschberg, Schlesien. 1916 wechselte Ebel, der Elsa Pahl aus Görlitz ehelichte, zur preußischen  Bergbauverwaltung. Zunächst arbeitete er bei der Staatlichen Bergwerksdirektion in Hindenburg, Oberschlesien. Von 1920 bis 1922 war er Bergrat beim Oberbergamt in Clausthal-Zellerfeld und bei den Staatlichen Oberharzer Berg- und Hüttenwerken.
1923 wurde Ebel als Referent in die Bergbauabteilung des Preußischen Ministeriums für Handel und Gewerbe berufen. Seit 1924 Oberbergrat, wurde er von 1925 bis 1927 mit einer Sonderaufgabe zum Reichsarbeitsministerium beurlaubt. 1931 wurde er Direktor und Leiter der Rechtsabteilung vom Knappschaftsversicherungsamt beim Oberbergamt in Halle (Saale). 1933 wurde er zum Oberbergamt Bonn berufen. 
Nach der Pensionierung war er vom 24. Oktober 1949 bis 1953 Landesverwaltungsgerichtsrat am Verwaltungsgericht Gelsenkirchen und Berichterstatter für alle in Nordrhein-Westfalen von den Verwaltungsgerichten anhängigen Streitsachen auf dem Gebiet des Bergrechts. Zum 68. Geburtstag zog er sich von dieser Aufgabe zurück. 
Von 1946 bis 1950 war er Mitglied der Prüfungskommissionen für die Bergassessoren und für Bergingenieure in Nordrhein-Westfalen. Von 1949 bis 1956 war Lehrbeauftragter für Bergrecht, Arbeitsrecht und Sozialversicherung an der TH Aachen und an der Universität Bonn. Am 31. März 1956 wurde er mit 71 Jahren emeritiert.

## Werke
- Allgemeines Berggesetz (ABG) vom 24. Juni 1865. De Gruyter, Berlin  1963, 2., neubearb. Auflage
- Preußisches allgemeines Berggesetz nebst Nebengesetzen und wichtigen, den Bergbau betreffenden Bestimmungen. De Gruyter, Berlin 1944
- Einführung in das Betriebsrätegesetz, mit besonderer Berücksichtigung des Bergbaues. E. Pieper, Clausthal 1923